# 拯救中国虎国际基金会
拯救中国虎国际基金会（英文：Save China's Tigers）是一个以保护华南虎为主要目标的民间组织，2000年由一名美籍华裔女士全莉在英国、美国和香港注册。2003年拯救中国虎基金会开始与中华人民共和国林业总局合作，开始在南非进行保护华南虎的项目，先后将四头华南虎从中国输送到南非进行野化训练，这一项目受到媒体的追捧，但也受到来自环保界和学术界的一些质疑。

## 发展历史
拯救中国虎基金会的创办人全莉毕业于北京大学外语系，后在美国获得商学硕士学位，1997年全莉辞职后到非洲度假，认为非洲的野生动物保护模式非常值得推广，遂于2000年8月在英国和美国注册了拯救中国虎国际基金会。基金会由全莉及其丈夫出资，宣称将致力于华南虎和其他在中国的大型猫科动物的保护，并将国外的先进野生动物保护概念和模式带进中国，寻求国际社会的支持，与中国相关组织建立伙伴关系。2002年，拯救中国虎基金会与中华人民共和国林业总局签署中国虎野放计划协议，拯救中国虎基金会获得林业总局许可，将一些人工饲养繁殖的华南虎运往南非进行野化训练，同时获准在南非藉由这一项目进行旅游经营，拯救中国虎基金会最终须将野化训练成功的华南虎个体在中国野放。2003年9月第一对华南虎在南非基地开始训练，2004年第二对华南虎来到南非。2005年8月，一头在南非进行野化训练的虎染病死亡。

## 保护计划
目前拯救中国虎国际基金会有多项计划在运行中，其中华南虎在南非的野化训练是基金会最重要的计划之一。
2003年，由上海动物园提供的两头幼年华南虎“国泰”和“希望”被运往南非，开始野化训练；2004年11月，另外两头幼虎“麦当娜”和“虎伍兹”从中国运往南非，2004年12月，国泰和希望开始成功的捕猎被驱赶进入其活动区域的羚羊；2005年1月麦当娜和虎伍兹在小营地捕获一只珍珠鸡，2005年3月国泰和希望带上无线电项圈被放入拯救中国虎基金会投资的老虎谷野化训练营地；2005年4月麦当娜和虎伍兹在小营地捕获一头羚羊；2005年7月国泰发现感染皮肤病，经兽医诊断为真菌感染；2005年8月，希望因自體免疫机能障碍造成结肠炎，继发急性心力衰竭而病死。拯救中国虎基金会宣称，这些正在南非接受野化训练的华南虎将在2008年北京奥运会期间野放。
除了南非的野化训练，拯救中国虎基金会还有其他项目，这些都以南非的项目为核心为其营造有利的舆论环境。这包括：
- 协助中国国家林业总局在中国建立一个试点保留地
- 一个宣传拯救中国虎基金会和华南虎野放计划的网站
- 争取华南虎成为北京奥运会吉祥物（未成功）
- 邀请陈凯歌、杨紫琼、邓永镪、郎朗、英国流行乐队Duran Duran的Nick Rhodes、英国科学探险协会创始人Colonel John Blashford-Snell出任拯救中国虎的形象代表

## 争议
拯救中国虎国际基金会在运作南非野化训练时，受到中国政府的支持和媒体的追捧。但其采取的迁地保护方法，并声称“野化成功后将在中国野放”遭受到了环保界和学术界的许多置疑。

### 学术界和环保界的质疑
2004年第三期《世界自然保护信息》上，刊登了一份部分国际动物保护组织的联合声明，这份来自世界濒危物种公约、世界自然保护联盟猫科动物专家工作组、世界自然保护联盟重引入专家工作组、南非国内3个主要的非政府保护组织以及南非国家公园的科学家和科研机构的声明对拯救中国虎计划提出了多项质疑。
声明提出，对华南虎的保护需要由权威部门和学术机构拟定一份完整的保护规划，拯救中国虎基金会的中国虎野放计划并没有一套系统和行之有效的保护战略
声明提出，华南虎的野化训练应当在其原生地进行，既有的物種放归自然经验显示，物种野放的风险很大，华南虎需要熟悉野放地点的环境和食物才能够确保野放的成功，而且在野放之前必须为其准备一块食物充足，生态环境良好的栖息地。中国虎野放计划没有开展必要的工作就将一些个体带到南非进行野化训练是不明智的
声明进一步提出质疑，认为现有的华南虎种群很小，面临近亲繁殖程度极高的问题，在这种状况下，将华南虎种群再人为的分割为中国和南非两部分会进一步加剧华南虎近亲繁殖的问题，使南非和中国的华南虎都面临更大的近亲繁殖的风险，造成种群退化，甚至增加了这个物种灭绝的可能。
声明最后指出，将原产中国的华南虎放养于南非300平方公里的场地内，将最终使这些老虎处于自由分布的状态，并与南非本土的野生动物展开直接的竞争。这种做法违反了《生物多样性公约》，也违反了IUCN有关外来动物的放养原则。这将使本地物种面临生存竞争，并可能为本地物种带来疾病和寄生虫，而华南虎本身也有可能受到非洲本土寄生虫和疾病的威胁。
除世界自然保护联盟外，一部分从事保护生物学的学者也对拯救中国虎基金会的计划提出过置疑
有学者者认为，人工饲养的华南虎种群数量有限，且近亲繁殖严重，而且送往南非也不会改变近亲繁殖的状况。同时野化训练的难度很大，这些在南非进行野化训练的华南虎会学到完全不同于中国本土华南虎的生存技能，一旦这些受到“特训”的华南虎被野放，可能会威胁到本就非常脆弱的野生华南虎种群。
许多从事动物保护的学者认为，保护栖息地才是保护华南虎的重点，植被、有蹄目动物的恢复，才能支撑华南虎的生存。目前保护华南虎并非急于将人工繁殖的种群重新野化，而是保护华南虎在野外的栖息地，改变个体隔离的状况，尽可能的扩大华南虎的种群数量，因此拯救中国虎基金会的工作对华南虎帮助不大。
一些环保人士置疑拯救中国虎基金会南非野化项目的性质，他们认为拯救中国虎基金会将他们在南非的野化训练基地作为旅游项目向游客开放，以“中国虎捕猎南非羚羊”作为卖点吸引游客，是一种不负责任的商业炒做，是在利用华南虎牟取不正当的利益。
也有学者对拯救中国虎计划的合法性提出质疑。他们指出根据《濒危野生动植物物种国际贸易公约》华南虎作为CITES公约附录I所列物种，其出口必须经由专门的科学机构审查认定此项出口不致危害该物种的生存，才可以获得出口许可。中国虎野放计划绕开了物种出口的科学审查，是违法行为。也有环保界人士指责拯救中国虎基金会在南非的项目涉嫌挪用合作伙伴经费，被卷入诉讼；并指基金会与中国国家林业总局签署的中国虎野外计划协议中约定，每年基金会需向林业总局支付10万美元。

### 拯救中国虎基金会针对质疑的回应
拯救中国虎基金会对于部分质疑曾作出回应
针对世界自然保护联盟等机构的声明，拯救中国虎国际基金会发起人全莉在国泰和希望到达南非国家动物园的纪念仪式的讲话中提到，这份声明是“不公正的、恶意的和非常公开的反对。”，全莉称“她的野外经验和一颗为动物的纯粹之心，恰恰是许多动物学家所缺乏的。”
对其他专家的置疑，拯救中国虎基金会曾作出有针对性的回应：
针对野放华南虎必要性以及拆分种群造成近亲繁殖风险增大的置疑，基金会回应认为，麋鹿是既有的成功经验，麋鹿的经验显示，从数量有限的种群扩增并野放是有可能实现的，因此华南虎也需要采取同样的方法。拯救中国虎基金会认为依靠保护华南虎栖息地来坐等华南虎重现是不可能实现的。
针对在南非进行野化训练必要性的置疑，拯救中国虎基金会回应认为，因为中国本土自然环境破坏严重，无法找到合适的场地进行华南虎的野化训练，另外，中国野生动物资源匮乏，无法供华南虎野化训练所需，只能选择家禽家畜作为饵料，严重制约了野化训练的效果，故而计划选择南非进行训练。有学者如北京林业大学胡德夫认为虎有能力适应各种气候条件，因此也可以很容易地适应南非的环境；也能借助非洲的稀树高草作为隐蔽学会捕食，这种技巧在中国的林区同样适用。
针对一些专家认为需要优先恢复华南虎栖息地环境的观点，拯救中国虎基金会回应说，中国虎野放计划是以华南虎为先锋物种带动中国生态环境的改变，该计划会在中国建立一个华南虎保留地作为试点，在保留地内人工种植适合的植被，放养可供华南虎捕猎的动物，藉此恢复保留地内的自然环境。
针对一些专家认为中国虎野放计划缺乏科学指导的置疑，拯救中国虎基金会回应，该基金会有“南非顶尖”世界一流的科学家队伍，该团队中很多专家都曾经供职于非洲的国家公园和野生动物保留地。拯救中国虎基金会还认为，那些指责中国虎野放的专家是缺乏野外研究经验的“所谓专家”，并置疑这些专家在野生动物保护领域没有成果。
对于中国虎野放计划的赢利性，拯救中国虎基金会在其宣传中采取回避的态度，较少提及，但并不否认。针对该计划盈利的置疑，拯救中国虎基金会回应说，他们在南非的经营，是一种“可持续发展，南非模式”他们希望投资人赚钱，再将收益的一部分重新用于华南虎的保护。
对中国虎野放计划输出华南虎过程合法性的质疑，以及与中国国家林业总局每年10万美元的协议的说法，拯救中国虎基金会未作出回应。

## 丑闻

### 擅自挪用善款
据英国每日电讯报道：拯救中国虎国际基金会创始人夫妇日前在伦敦进行离婚诉讼过程中，庭审时爆出两人动用基金会善款维持奢华生活内幕。

## 引用
1. ↑  央视《新闻会客厅》：中国还有华南虎吗 的存檔，存档日期2006-02-15.
2. ↑  .   [2013-12-19]. （原始内容存档于2019-12-02）.